# Hulk (Ultimate Marvel)
Hulk, il cui vero nome è Bruce Banner, è un personaggio dei fumetti creato da Mark Millar e Bryan Hitch nel 2002, pubblicato dalla Marvel Comics.
Appartiene all'universo Ultimate Marvel, è un mostro verde dalla forza e resistenza virtualmente insuperabili. Basato sull'Hulk dell'universo Marvel classico, ha debuttato nel numero 2 della prima serie di Ultimates.
Hulk non ha una personalità diversa da quella di Bruce Banner, come il personaggio originale, ma rispecchia i sentimenti più forti e istintivi dello scienziato, normalmente represso, e li amplifica a dismisura.
Le origini sono piuttosto differenti: la creatura verde dalla forza smisurata nell'universo Ultimate è il frutto delle ricerche del dottor Robert Bruce Banner per ricreare il siero del supersoldato utilizzato per creare Capitan America. Banner si iniettò una versione sperimentale del siero e si ritrovò trasformato in Hulk (verde). Successivamente, dopo aver ritrovato Capitan America, estrasse una dose del siero dal suo corpo e se la iniettò insieme alla formula di Hulk soltanto per dare agli Ultimates un valido nemico. La differenza con la vecchia formula di Hulk è che questa è permanente, infatti rimane nel suo DNA, portandolo alla trasformazione nei momenti di rabbia (grigio).

## Biografia del personaggio

### Ultimates 1
Il dottor Bruce Banner era uno dei più importanti scienziati americani impiegati nella riscoperta del siero utilizzato per creare il supersoldato Capitan America. Insicuro e nevrotico, nella speranza di ottenere risultati più rapidi, ha provato una versione sperimentale del siero su se stesso, trasformandosi in Hulk; in questo stato ha devastato il porto e ucciso più di 800 civili prima di essere fermato dagli Ultimates.
Frustrato dalla scoperta di Hank Pym (che è in grado di ingrandirsi), e incapace di capire la formula originale dal sangue di Capitan America, mischiò una parte di questo con il siero sperimentale e se la iniettò, questo portò alla versione "definitiva" di Hulk, comandato dai desideri più bassi e primordiali dello stesso scienziato.
La prima cosa che fece in questo stato fu devastare un quartiere di Manhattan in cui Betty Ross, la donna che Banner amava, stava cenando. Venne quindi fermato dagli Ultimates e messo in sicurezza. Lì cercò di approfondire le conoscenze del siero tenendosi sotto antidoto costantemente.
Lo S.H.I.E.L.D., durante l'attacco dei Chitauri lanciò Banner sulla zona di guerra inducendogli lo stato di Hulk, contro il suo stesso volere. Capitan America manipolò ripetutamente Hulk riferendogli falsi insulti da parte dei Chitauri e in particolare del loro capo, lui uccise (e mangiò) quest'ultimo e abbatté praticamente da solo l'intera flotta aliena.

### Ultimates 2
Hulk viene quindi processato per le persone che uccise, venne giudicato colpevole e condannato a morte. Fury gli fa credere di essere stato scagionato ma lo droga e lo porta su una porta aerei facendola esplodere. Nelle ultime scene Banner si risveglia poco prima dell'esplosione. Quando Hank Pym torna a casa riceve un messaggio da Banner che lo ringrazia, perché era suo compito dosare la dose di anestetico per far dormire Banner, e infine si incammina da solo per la strada allontanandosi proprio come faceva David Banner alla fine di ogni episodio del telefilm dedicato al gigante verde.
Durante il periodo in cui viene creduto morto raggiunge il Tibet, dove cerca di trovare il controllo di Hulk. Durante la serie Ultimates 2, lo S.H.I.E.L.D. scopre che Bruce è ancora vivo e che si trova in Tibet, per questo Nick Fury manda Wolverine a cercarlo (Ultimate Wolverine vs. Hulk); Wolverine trova Hulk, che per la prima volta è diventato verde e ha imparato a controllarsi. In seguito Hulk si riappacifica con Betty Ross (trasformatasi in Ultimate She-Hulk) e raggiunge una sorta di compromesso con Fury.
Quando gli Ultimates vengono sconfitti e il Presidente degli Stati Uniti d'America viene rapito dai Liberatori, Bruce Banner torna a Washington e affronta i robot dei nemici e la versione Ultimate di Abominio, uccidendolo, decapitandolo e poi mangiandolo. In questa occasione Hulk è grigio ma dotato dell'autocontrollo conquistato in Tibet.
In seguito Banner scappa e perde di nuovo il controllo sul suo alter ego, ma viene catturato dallo S.H.I.E.L.D. e utilizzato contro i due Squadroni Supremi nella miniserie Potere Supremo.

### Ultimatum
Quando Magneto provoca un'onda anomala contro New York anche Bruce Banner viene travolto, che si trasformerà in Hulk per sopravvivere all'impatto. In seguito viene convinto da Spider-Man ad aiutarlo a soccorrere i sopravvissuti e i dispersi.
Tra i morti si trova anche Devil, alias Matt Murdock, l'avvocato che difese Hulk nel processo per avere ucciso oltre 800 persone. Hulk torna alle sembianze di Bruce Banner, il quale vedendo le macerie di New York pensa di essere il colpevole del disastro. Banner perde il controllo e si ri-trasforma in Hulk e comincia ad attaccare l'Uomo Ragno. I due si ritrovano davanti alla casa in macerie del Dottor Strange, dalla quale fuoriescono vari demoni.
Quando cominciano ad apparire demoni, i due si dirigono verso l'abitazione del Dottor Strange e scoprono che il suo corpo è posseduto da Nightmare, il quale li tortura. Hulk provoca un'esplosione scaldando Orb of Acmantata e viene reclutato dai rimanenti Ultimates e X-Men nella missione per fermare Magneto.
Alla Cittadella di Magneto, assieme a Colosso, distrugge parte dei macchinari della Cittadella e insieme provano a fermare la fuga di Mystica e Sabretooth ma falliscono. Hulk sopravvive ad Ultimatum.

## Poteri e abilità
Bruce è, di per sé, un uomo estremamente intelligente (per quanto disturbato) e dispone di una profonda conoscenza di tutti i principali campi della scienza, in particolare quelli chimico e biologico. Essendosi iniettato una dose del siero di Hulk, al quale aveva integrato un campione del sangue di Capitan America, ha fatto sì che la sostanza apportasse al suo organismo una modifica a livello genetico: ora Banner si trasforma nel mostro ogni volta che stress o adrenalina lo sopraffanno. Per quanto intellettualmente limitato, guidato dal solo istinto animale e di indole brutale, Hulk dispone di una forza incalcolabile, la più alta dell'intero Universo Ultimate, tale da consentirgli di sollevare ben oltre le 100 tonnellate, nonché della capacità di compiere salti smisurati, di resistenza e velocità sovrumane (riesce a raggiungere le 700 miglia orarie di velocità) e di capacità di guarigione estremamente accelerate.

## Altri media

Hulk in Ultimate Avengers

- Hulk appare nei due film dedicati all'universo Ultimate Marvel, Ultimate Avengers e Ultimate Avengers 2. Le caratteristiche del personaggio sono identiche a quelle del fumetto.
- Hulk appare in un episodio di Wolverine e gli X-Men, dove affronta Wolverine, ma successivamente i due uniscono le loro forze per affrontare Wendigo.

## Curiosità
- Come già detto in precedenza, la versione Ultimate dell'Hulk Grigio è, a livello intellettivo, poco più di un animale in preda agli istinti più bassi; quando il colosso attacca Manhattan, nella saga Super Umano di Ultimates, l'unica cosa che riesce a distrarlo momentaneamente dalla sua furia distruttiva è il topless di Wasp, che si slaccia il corpetto per richiamare la sua attenzione.[3]
- Alla fine della medesima saga, poco prima di essere sconfitto, Hulk urla rivolto a Betty Ross: «Non lasciare Banner ancora da solo!» Questa frase richiama «Leave Hulk alone!» (traducibile in lingua italiana in «Lasciate Hulk da solo!» oppure «Lasciate in pace Hulk!»), una delle battute tipiche dell'Hulk classico, anche se chiaramente è al contrario, dato il diverso comportamento del personaggio.[3]
- Il secondo tipo di trasformazione di Hulk è al contrario della controparte classica. Nella versione tradizionale Hulk è verde, e diventa grigio in qualche occasione, nella versione Ultimate è grigio, ma quando riesce a mantenere la sua intelligenza e un maggiore controllo fisico diventa di colore verde, come si può vedere nella miniserie Ultimate Wolverine vs. Hulk.